# فنسنت إريزاري
فنسنت إريزاري (بالإنجليزية: Vincent Irizarry)‏ هو ممثل أمريكي، ولد في 12 نوفمبر 1959 بكوينز في الولايات المتحدة.

## أعمال

### أفلام
- (1986) حسرة ريدج[5]

### مسلسلات
- غايدنغ لايت

## وصلات خارجية
- فنسنت إريزاري على موقع IMDb (الإنجليزية)
- فنسنت إريزاري على موقع أول موفي (الإنجليزية)
- فنسنت إريزاري على موقع قاعدة بيانات الأفلام السويدية (السويدية)
- فنسنت إريزاري على موقع قاعدة بيانات الفيلم (الإنجليزية)